# Цицељ
Цицељ је планина у источном делу Босне и Херцеговине. Највиши врх планине се налази на 1432m надморске висине. Подручје планине Цицељ је заштићени природни предео. Припада општини Чајниче и налази се на територији Републике Српске.

## Рељеф
Тело планине је шире у северном делу, а уже на јужном. Цицељ је бочна антиклинала гребена Ковача (који се пружа у правцу исток-запад), из кога „израња“, надносећи се над усеченом клисуром Јањине. Крила антиклинале Цицеља веома су стрма, нарочито на северозападној и северној страни, где нагиб достиже врлетне вредности (>60º).
Најнижа тачка се налази на северозападном делу и износи 768 m. Највишу тачку представља врх Стражица (1432m). Остали врхови су нижи: Тројан (1337m), Цицељ (1281m) и Орловица (990m).

## Клима
Предео Цицеља припада типу планинске климе. Одликује се ниским температурама, ветровима, повећаном влажношћу ваздуха, већом количином падавина преко целе године и смањеном количином прашине и бактерија. Медитерански утицаји не допиру до овог простора, па су лета хладнија и влажнија, а зиме хладније и сувље. Средња годишња температура је нижа од 8 °C. Најтоплији месец има средњу температуру нижу од 18 °C, а најхладнији (јануар) нижу од -4 °C. Количина падавина са повећава са надморском висином.

## Флора
Флора Цицеља и његове околине представља потпуну непознаницу у свету науке. Систематска истраживања овог подручја никада нису рађена.
У две одвојене екскурзије извршено је прелиминарно истраживање подручја Цицељ. Установљене су бројне природне реткости и изузетан флористички диверзитет. На подручју истраживања забележено је укупно 513 врста васкуларних биљака.